# Cecilie Stenspil
Cecilie Stenspil, född 22 oktober 1979 i Köpenhamn, är en dansk skådespelare.
Hon har utbildat sig vid skådespelarskolan på Odense Teater. Stenspil är känd för rollerna i TV-serierna Livvakterna som Jasmina El-Murad och Badhotellet som fru Helene Aurland.

## Filmografi
- Totally Spies – Alex
- Winex Club – Stella
- Powerpuff Pigeme – Bellis
- Dinosapien – Lauren
- 2009–2010 – Livvakterna (TV-serie)
- 2013–2022 – Badhotellet (TV-serie)
- 2017 – Gisslantagningen (TV-serie)